# Seletice (Postoloprty)
Seletice jsou malá vesnice, část města Postoloprty v okrese Louny. Nachází se asi dva kilometry západně od Postoloprt. Seletice leží v katastrálním území Seménkovice o výměře 1,06 km².

## Název
Název vesnice je odvozen z příjmení Sele ve významu ves lidí Seletových. V historických pramenech se název vsi objevuje ve tvarech: de Zelecziez (1452), Seletice (1454) Seleticze (1549, 1559), Zelletiz (1692) a Seletitz (1846).

## Historie
První písemná zmínka o vesnici pochází z roku 1238. Tehdy si s povolením krále Václava I. purkrabí na Lokti Sulislav vyměnil s opatem břevnovského kláštera Klementem II. některé své majetky. Součástí směny byla i vesnice s názvem Helvitice, která je považována právě za Seletice. Někdy ve 14. století se stala vesnice součástí velkého panství benediktinského kláštera Porta Apostolorum v nedalekých Postoloprtech. Za husitských válek se většiny klášterních vesnic včetně Seletic zmocnilo město Louny. Z údajů v lounské účetní knize vyplývá, že Lounským v letech 1452 a 1453 platilo dávky šest sedláků, z nichž jeden byl rychtářem. V soupisu vesnic, které musely Louny v roce 1454 vrátit panovníkovi, se ale v Seleticích uvádí deset poddaných, kteří museli robotovat dohromady 48 dní v roce, a navíc ještě dvě poustky.
Na začátku 16. století se postoloprtské dominium stalo majetkem pánů z Veitmile. V roce 1559 si Veitmilové dělili majetek. Seletice měl tehdy v zástavě majitel Blažimi Jan z Vřesovic. Jan z Veitmile je vyplatil a znovu připojil k panství. Třicetiletá válka vesnici zpustošila. Nedlouho před jejím koncem, v roce 1642, byla z deseti hospodářství čtyři pustá. Podle tereziánského katastru z roku 1757 ve vsi hospodařilo dvanáct sedláků. Většinou šlo o velké statky o rozloze kolem patnácti hektarů. Poddaní měli pro svou potřebu několik malých chmelnic.
V roce 1910, kdy měly Seletice nejvíce obyvatel, zde působili dva ševci, kovář, kolář a byla zde hospoda. Elektřina byla do vsi zavedena v roce 1922.

## Obyvatelstvo
|                                                                           | 1869 | 1880 | 1890 | 1900 | 1910 | 1921 | 1930 | 1950 | 1961 | 1970 | 1980 | 1991 | 2001 | 2011 |
| ------------------------------------------------------------------------- | ---- | ---- | ---- | ---- | ---- | ---- | ---- | ---- | ---- | ---- | ---- | ---- | ---- | ---- |
| Obyvatelé                                                                 | 125  | 153  | 160  | 211  | 244  | 210  | 204  | 124  | 101  | 87   | 78   | 45   | 54   | 40   |
| Domy                                                                      | 23   | 25   | 29   | 35   | 44   | 43   | 50   | 35   | .    | 31   | 24   | 27   | 32   | 33   |
| Počet domů z roku 1961 je zahrnut v celkovém počtu domů obce Seménkovice. |      |      |      |      |      |      |      |      |      |      |      |      |      |      |

## Pamětihodnosti
- Kaple svatých Jana a Pavla, postavená po roce 1836.[13]
- Kamenný krucifix z roku 1831, restaurovaný v roce 2016.[13]
- Sokl ze zaniklého mariánského sloupu datovaného nápisem do roku 1701.[13]

## Galerie

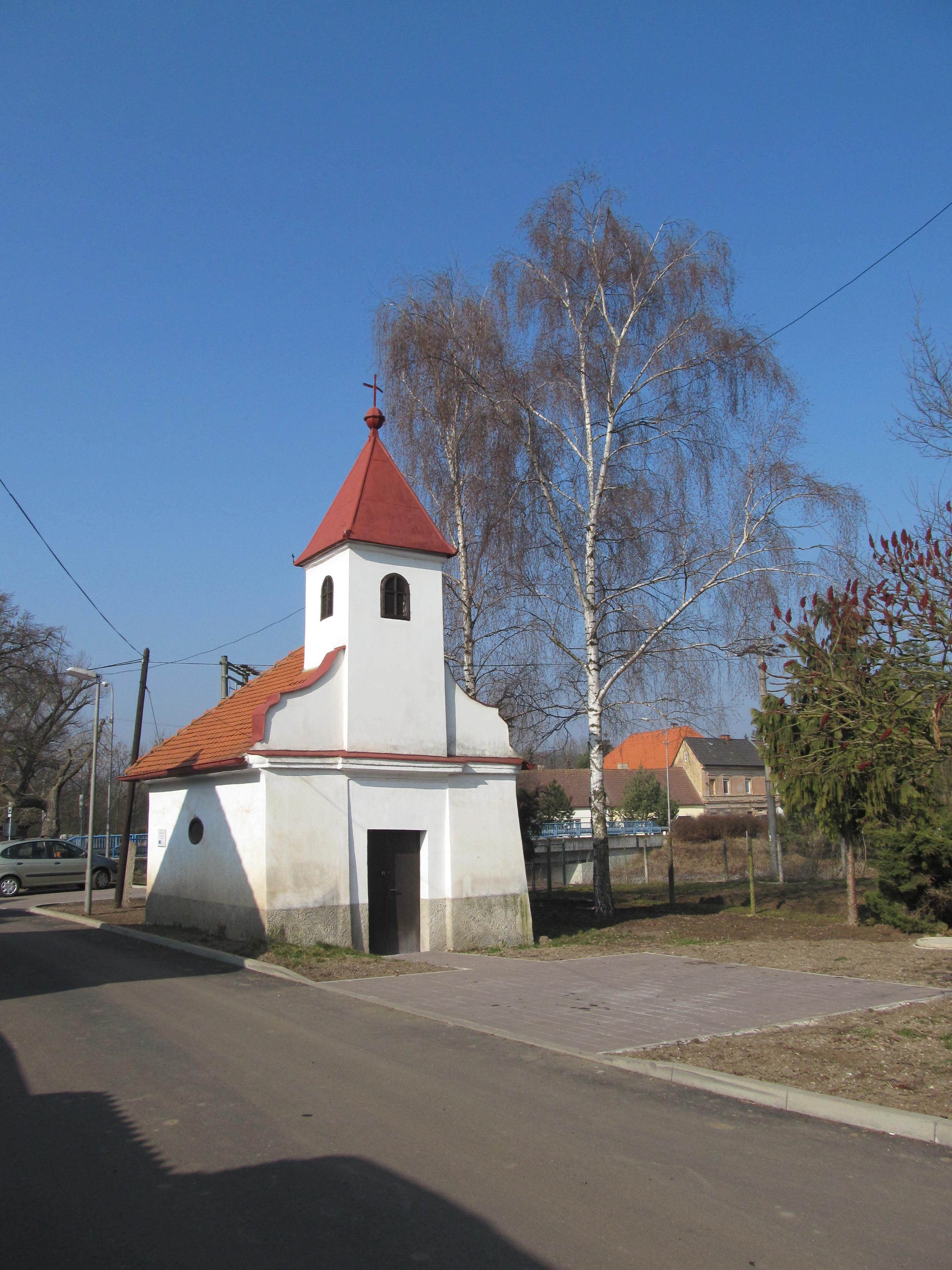
Kaplička svatého Jana a Pavla
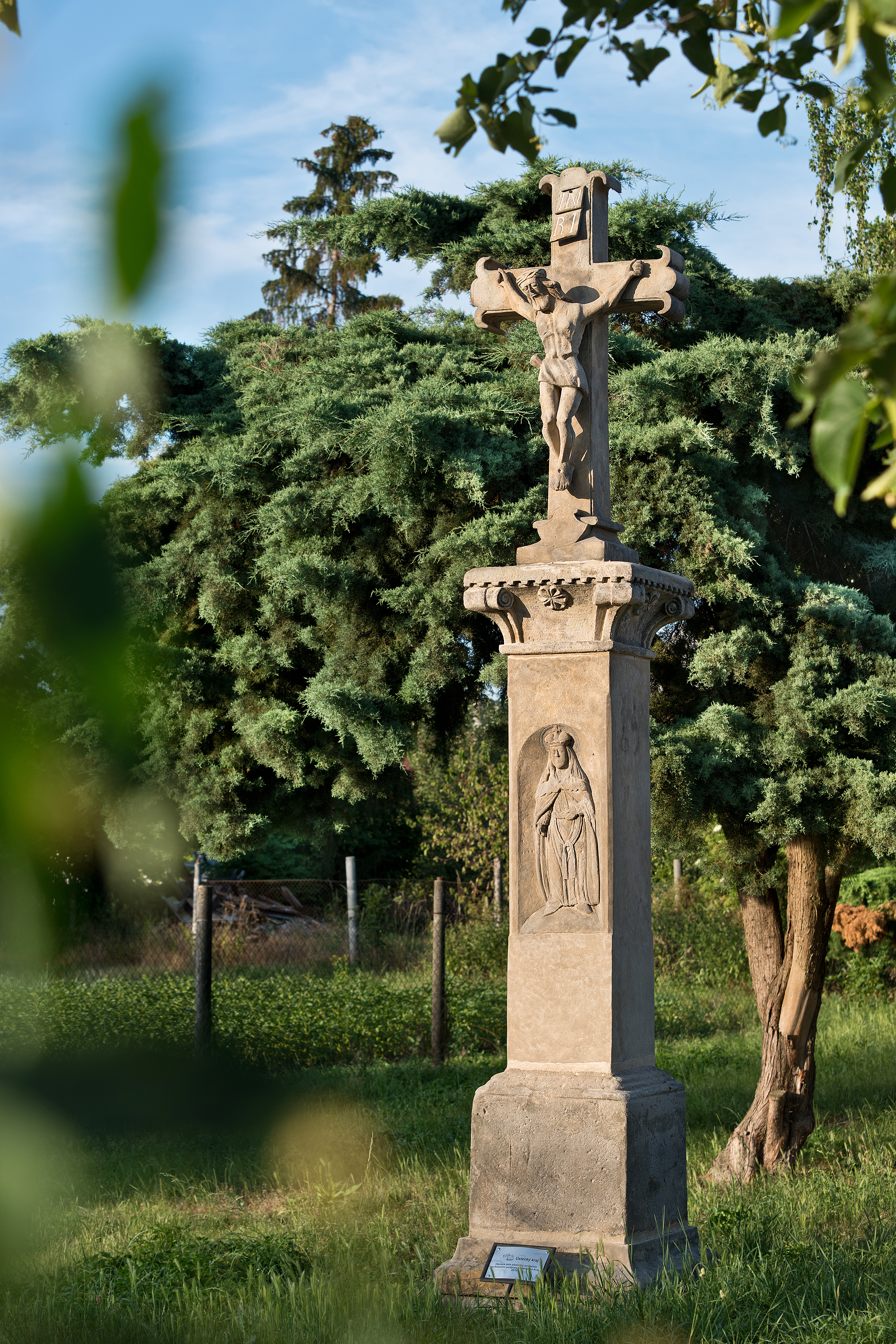
Krucifix z roku 1831
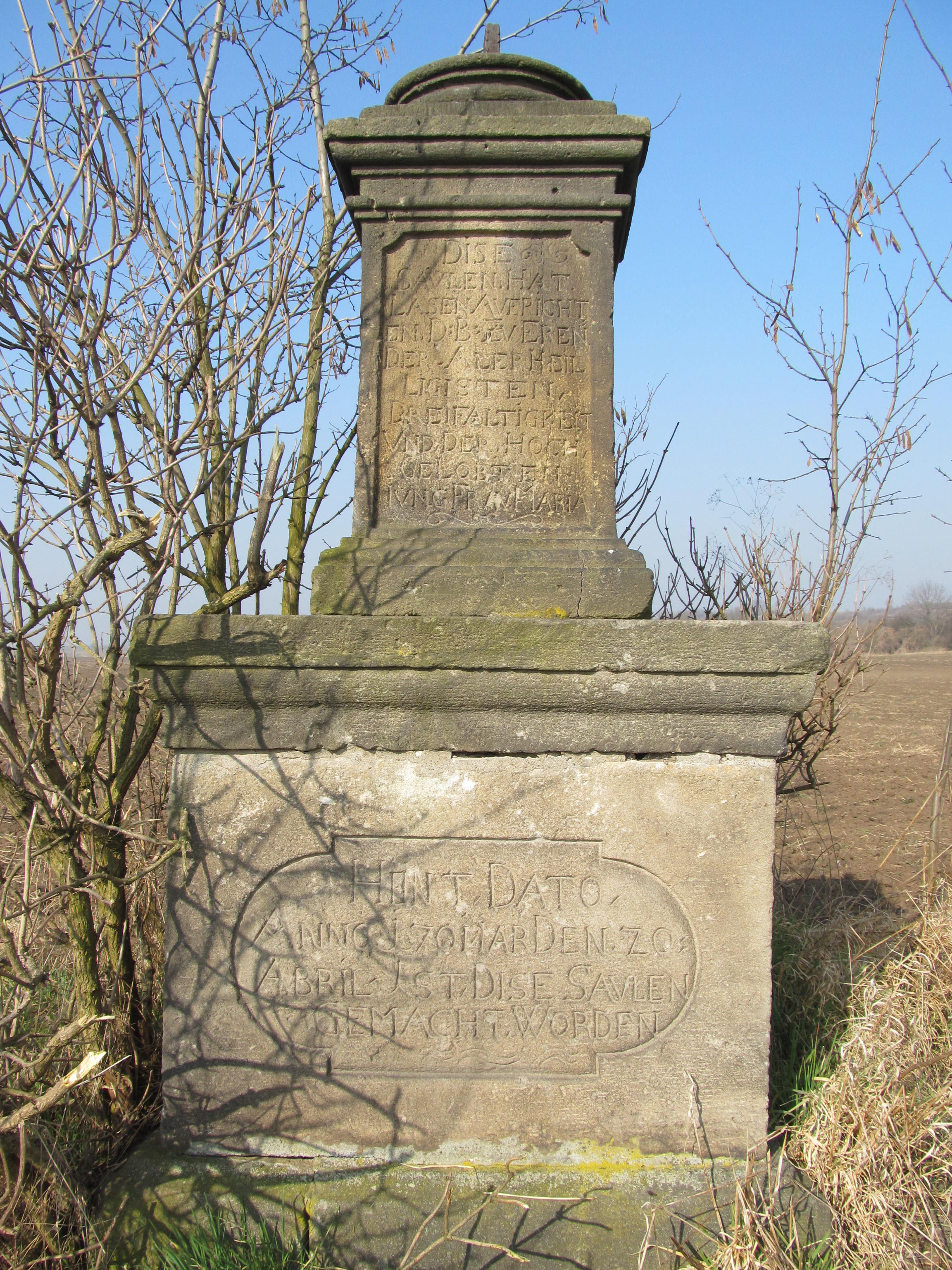
Sokl zničeného sloupu z roku 1701
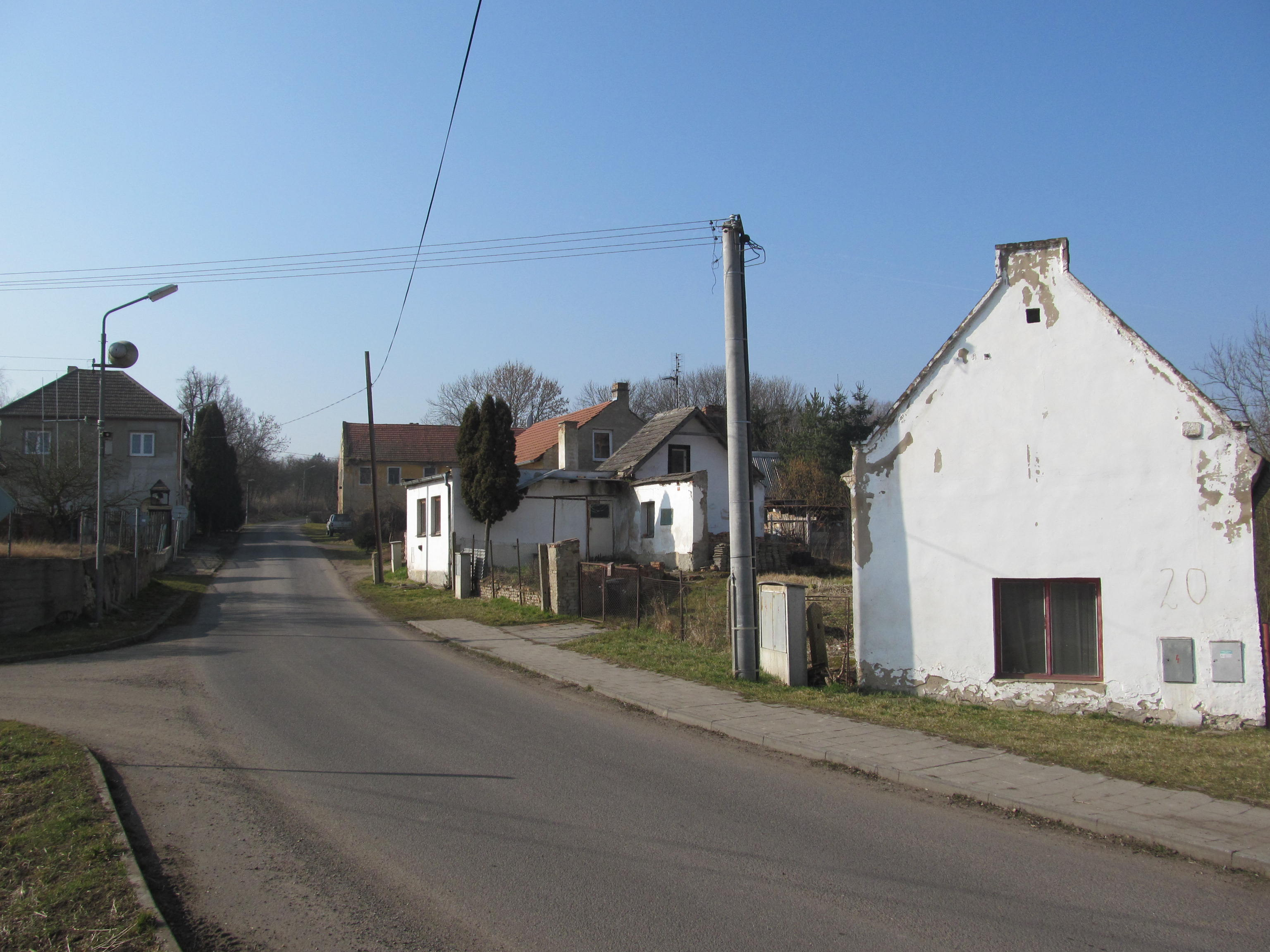
Ulice ve vsi
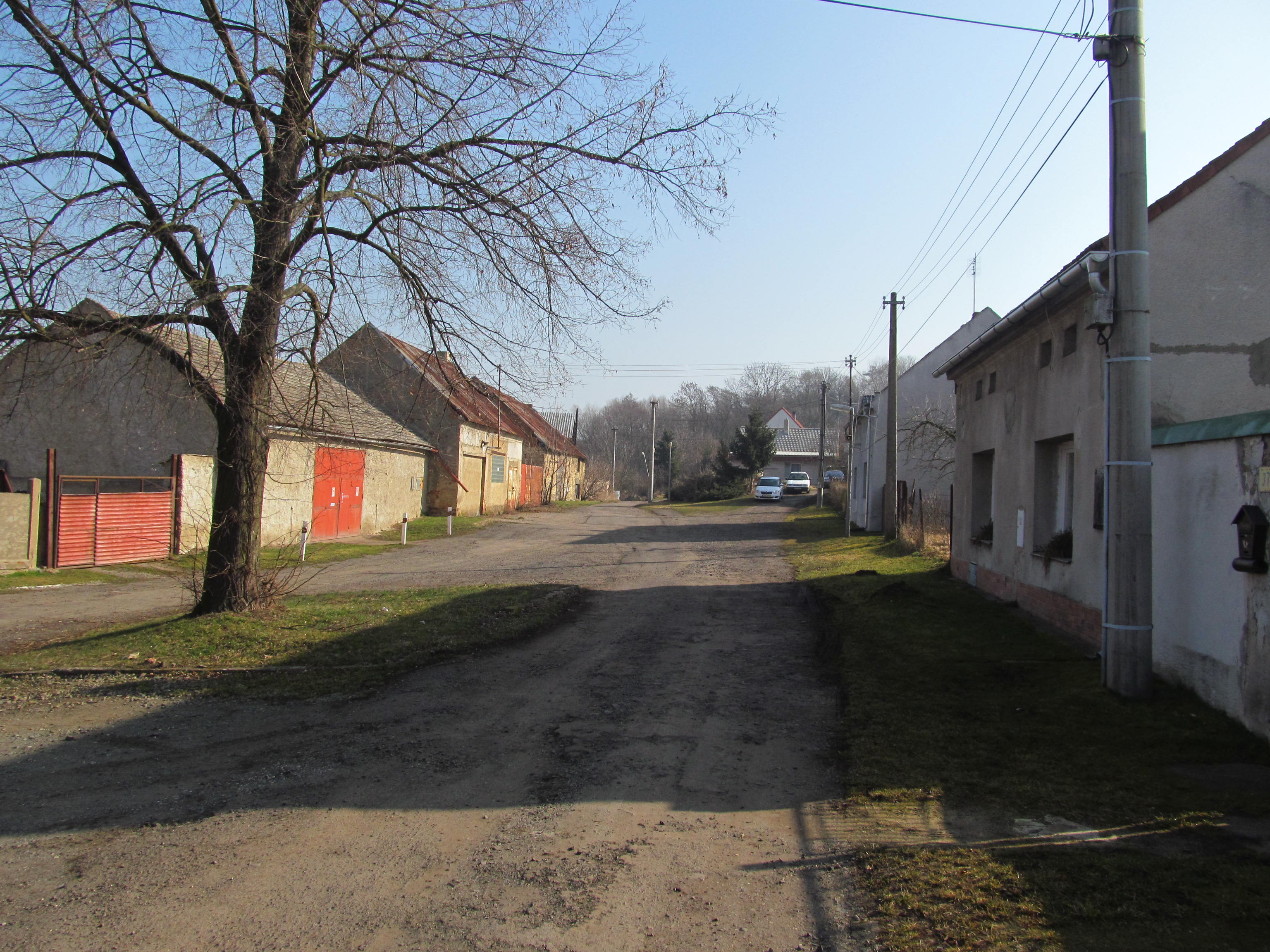
Náves